# Ширинов, Наиб Ширин оглы
Наиб Ширин оглы Ширинов (азерб. Naib Şirin oğlu Şirinov; 15 ноября 1922, Малыбейли, Шушинский уезд — 2003, Баку) — профессор, доктор географических наук, научный советник Института географии Академии наук Азербайджана.

## Биография
Родился в Нагорном Карабахе. Во время Великой Отечественной войны был танкистом и участвовал в основных танковых сражениях. За период войны Ширинов прошёл путь от командира танка до командира танковой роты. Демобилизовался в звании капитана.
В 1950 году поступил на географический факультет МГУ, который закончил в 1955 году по специальности «геоморфология». После университета работал в Баку в Институте географии НАНА Азербайджана.
Защитил кандидатскую и докторскую диссертации.
Шифр и наименование специальности докторской диссертации: «11.00.04 Геоморфология и палеогеография». Общее количество опубликованных научных работ — 279, количество научных работ, опубликованных за рубежом — 69.
Преподавал в Азербайджанском педагогическом университете и Бакинском государственном университете. Подготовил 10 кандидатов и 2 докторов наук.

## Некоторые основные работы
- «Геоморфология Абшеронской нефтегазоносной области» Монография (1965)
- «Геоморфологическое строение Кура-Араксинской депрессии» Монография, (1973)
- «Новейшая тектоника и развитие рельефа Кура-Араксинской депрессии» Монография, (1975)
- «Геология четвертичных отложений Азербайджана» Монография, (1978)
- «Человек и рельеф» Наиб Ширинов, 115 [3] с. 17 см, Баку Издательство «Азернешр», 1991[2]
- «Морфоструктуры, неотектоника и история развития Южно-Каспийского нефтегазоносного бассейна» Монография, (1992)